# Elijah Baley
Elijah (Lije) Baley (Nueva York, 2721 EE - BaleyWorld, 2803 EE) es un personaje ficticio de varias novelas escritas por Isaac Asimov pertenecientes a la serie de los Robots. Es un detective y policía del departamento de Nueva York. Es el personaje principal de Las bóvedas de acero, El sol desnudo y Los robots del amanecer. También es nombrado en Robots e Imperio, que transcurre varios siglos después de su muerte, y en cuentos particulares de Asimov, como Reflejo simétrico.
- En Las bóvedas de acero, le encomiendan resolver el asesinato de un espacial (nativo humano de otro planeta, es decir, del espacio). Los espaciales le asignan un compañero robot, R. Daneel Olivaw, que se convertirá en su amigo.

- En El sol desnudo, Baley es convocado para resolver el asesinato de Rikaine Delmarre en el planeta Solaria. Para ello debe enfrentar a su miedo a los espacios abiertos (agorafobia compartida por todos los terrestres), y trasladarse a Solaria, uno de los cincuenta planetas de la galaxia entonces colonizados por la raza humana.

- En Los robots del amanecer, vuelven a llamarlo para resolver un "roboticidio" del que puede depender el futuro de la Tierra. En esta novela descubre las habilidades telepáticas de R. Giskard Reventlov, un robot del planeta Aurora. Giskard modifica su mente para que Baley no pueda contárselo a nadie.

Aunque no se menciona de forma explícita su nacimiento y muerte, es posible determinar ambas fechas. Nació en el año 4679 y murió en el año 4762. Su mujer es Jezabel (Jessie) Baley, y su hijo, al que prepara para superar el miedo a los espacios abiertos y colonizar otros mundos, es Bentley Baley.
Este personaje es uno de los más importantes en la Saga de la Fundación ya que es el impulsor decidido de la colonización galáctica por parte de los terrícolas. De acuerdo con R. Giskard Reventlov y con Han Fastolfe, líder de los espaciales, Baley desarrolló una campaña para persuadir al gobierno de la Tierra para que emprenda la colonización. En su opinión, la colonización galáctica es la palanca fundamental que favorecerá el desarrollo humano. La humanidad deberá transformarse de raza planetaria en raza estelar.
La Segunda Ola de Colonización promovida por Baley terminará con la creación del Imperio Galáctico varios milenios después bajo la égida de Trántor. También Baley es el mentor del robot Daneel Olivaw, al que traspasa sus ideales y mandata expresamente, en su lecho de muerte, para que vele por el destino de la humanidad.  Elijah Baley será el principal referente humano en la carrera de Daneel y es aludido múltiples veces en otros libros de la Saga y en novelas de otros autores (Greg Bear, David Brin).
- Datos: Q988862